# Увеселителен парк
Увеселителен парк е комплекс от атракциони за забавление на възрастни, подрастващи и деца. Той е по-голям от градска градина или детска площадка.

## Тематичен парк
Тематичен парк се нарича модерен увеселителен парк, разделен на няколко тематични района или „страни“, както често ги наричат. Големите курорти като Дисни Уърлд във Флорида, САЩ, съдържат в границите си няколко тематични парка.

## Дисниленд
Дисниленд е базиран на Тиволи Гардънс в Копенхаген, Феъриленд в Оукланд, Калифорния и различни световни изложения. Няколко атракции в Дисниленд – „Велики моменти с М-р Линкълн“, „Светът е малък“ и „Динозаврите от предисторическия свят“ са построени от собствения производствен отдел на Дисни („Имаджинеринг“) за Световното изложение в Ню Йорк през 1964. След като то било затворено, Дисни преместил атракциите в постоянен дом в Дисниленд.